# Фантони, Джованни Баттиста
Джованни Батиста Фантони (1652 или 1654, Пьемонт — 1692, Эмбрун) — итальянский учёный, врач и анатом.
Имел учёную степень доктора медицины. Был лейб-медиком и библиотекарем Виктора-Амедея II, герцога Савойи и короля Сардинии, а также профессором анатомии Туринского университета и первым преподавателем практической медицины в этом городе. Благодаря своим знаниям и урокам практической медицины пользовался в городе очень хорошей репутацией. Скончался от злокачественной лихорадки в возрасте примерно 40 лет во время блокады Шоржа, главного города в диоцезе Эмбруна.
Его сын Джованни Фантони (1672—1758), также врач и впоследствии профессор медицины, издал его сочинение «Observationes anatomicae medicae selestiones» (Турин, 1699), бывшее в своё время крупным произведением по симптоматике.